# النزاع الإقليمي بين الإكوادور والبيرو
هو نزاع إقليمي بين الإكوادور والبيرو، وكان يشمل كولومبيا أيضًا حتى عام 1928. تعود أصول النزاع إلى تفسير كلا البلدين للإعلان الملكي الذي استخدمته إسبانيا لتعريف أراضيها المستعمرة في الأمريكيتين. وقعت الأقاليم الإسبانية المستعمرة بعد الاستقلال ووافقت على إعلان حدودها بناءً على مبدأ حق الملكية، الذي اعتبر حدود إسبانيا لعام 1810 هي حدود الجمهوريات الجديدة. من ناحية ثانية، فإن الخلافات والنزاعات المختلفة بين البلدان المُشكلة حديثًا تصاعدت في نهاية المطاف إلى مرحلة النزاعات المسلحة في عدة مرات.
انتهى النزاع بحكم القانون في أعقاب الحرب بين البيرو والإكوادور بتوقيع اتفاقية ريو دي جانيرو في 29 يناير، 1942. مع ذلك، تم التشكيك أيضًا بهذه المعاهدة، واندلعت الحرب بين البلدين في مناسبتين هما: حرب الباكويشا عام 1981، وحرب سينيبا في عام 1995. هدأت التوترات لكنها استمرت على مدى الثلاثة أعوام التالية. بتاريخ 26 أكتوبر عام 1998، وقع كل من الإكوادور والبيرو اتفاقية سلام شامل وضعت إطارًا لإنهاء النزاع الحدودي. بدأ ترسيم الحدود الرسمي للمناطق الحدودية بتاريخ 13 مايو، 1999. تم التصديق على الاتفاقية دون معارضة مجلسي وزراء البلدين، ليشكل ذلك النهاية الحاسمة للنزاع.

## الحقبة الإسبانية

### الغزو الإسباني وتأسيس النيابة الملكية على البيرو
بدايةً من وصول كريستوفر كولومبوس في عام 1492، وسع الغزاة الإسبان امتداد التاج الإسباني من مستوطنات صغيرة في الكاريبي إلى أقاليم قارية مختلفة، بما فيها أمريكا الوسطى ومعظم جنوب أفريقيا في النهاية.
وصل الإسبان إلى حدود إمبراطورية إنكا في عام 1528، وفي تاريخ 16 نوفمبر عام 1532، بدأ جيش فرانسيسكو بيزارو الصغير، مستغلين حرب الإنكا الأهلية، الغزو الإسباني للبيرو. في العقود التالية، عززت إسبانيا سلطتها على منطقة الأنديز بكاملها، وقمعت تمردات السكان الأصليين المتتالية.
أسس الإمبراطور الروماني المقدس تشارلز الخامس (الملك تشارلز الأول ملك إسبانيا) في عام 1542 نيابتين ملكيتين هما النيابة الملكية على إسبانيا الجديدة (المكسيك حاليًا) والنيابة الملكية على البيرو (النيابة الملكية على نيو كاستيل)، بهدف فرض الحكم على الأقاليم الجديدة في إسبانيا. في عام 1542، سمى الملك تشارلز بلاسكو نونيز فيلا أول نائب ملكي في البيرو، لكن النيابة الملكية لم تنظم حتى استلام النائب الملكي فرانسيسكو دي توليدو في عام 1572. أعلن توليدو على الفور الحرب على فيلكابامبا، الملاذ الأخير للإنكا؛ بعد ذلك بفترة قصيرة، ألقي القبض على توباك أمارو، آخر إمبراطور للإنكا، وأُعدم في كوزكو.

### التقسيم الإقليمي للنيابة الملكية على البيرو
تم تقسيم البيرو (وإسبانيا الجديدة أيضًا) إلى عدد من محاكم الاستئناف الملكية لأن إقليم النيابة الملكية على البيرو كان كبيرًا جدًا، وبعيدًا عن مراكز الحكومات في ليما وسانتو دومينغو، ومحاكم الاستئناف الملكية هي نوع من أنواع محاكم الاستئناف العليا التي تدمج السلطة القضائية والتنفيذية، ويمكن اعتبارها «أقاليم رئيسية». سيطرت هذه المحاكم على المحافظات، ومكاتب العمدة، والبلديات والعمدات العاديين. تقسم الإقليم أيضًا كنسيًا إلى مطرانيات، وأقاليم دينية، وأبرشيات معاونة، والرعايا ورعاة الأبرشية. توافقت المطرانيات والأقاليم الدينية مع محاكم الاستئناف العليا، والأبرشيات المعاونة مع المحافظات ومكاتب العمدات، والرعايا ورعاة الأبرشية مع البلديات والعمدات العاديين. 
لم تكن التقسيمات المدنية موحدة، مع وجود العديد من الاستثناءات بناءً على ظروف محددة. كان نواب الملك هم رؤساء محاكم الاستئناف في عواصم نياباتهم الملكية، وكان يترأس بعض محاكم الاستئناف نقيب عام أو أشخاص يعرفون باسم الرؤساء المعبأين (المكلفين؟). كان نائب الملك يفوض السلطة بيد النقباء العامين، وكان رئيس محكمة الاستئناف يدير أقاليم محاكم الاستئناف وتحت قيادته المسؤولون السياسيون والعسكريون والدينيون.
كان النيابة الملكية بين عامي 1542 و1717، تسيطر على معظم إقليم أمريكا الجنوبية (باستثناء القليل من المستعمرات غير الإسبانية والقيادة العامة لكاراكاس، التي كانت تابعة للقائد العام لسانتو دومينغو). تقسم الإقليم إلى (مع الإشارة لتواريخ الإنشاء):
1. محكمة الاستئناف الملكية في تييرا فيرمي (بنما) (1564)
2. محكمة الاستئناف الملكية في سانتا في دي بوغوتا (1548)
3. محكمة الاستئناف الملكية في سان فرانسيسكو في كيتو (1563)
4. محكمة الاستئناف الملكية في مدينة كينغز ليما (1543)
5. محكمة الاستئناف الملكية في لابلاتا دي لوس كاركاس (1559)
6. المحكمة الملكية في تشيلي (1563-1573؛ 1606)

تتأسس المحاكم الجزئية للمحاكم الملكية بموجب المرسوم الملكي الذي أُنشئت من خلاله المحاكم الملكية؛ تم تجميع القوانين التي وضعت بموجب عدد لا يحصى من الأوامر الملكية الصادرة عن التاج الإسباني، عدة مرات على امتداد قرون طويلة من الوجود الإسباني في المنطقة. أُشير إلى هذه التجميعات باسم قوانين جزر الهند؛ شكلت مجموعة عام 1680 المنظمة في عهد تشارلز الثاني، والتي كانت تعرف باسم مجموعة قوانين ممالك جزر الهند، نموذجًا لتنظيم القوانين.

## انظر ایضا
- النزاع الإقليمي الكولومبي-البيروفي
- العلاقات الإكوادورية البيروفية
- حل الخلاف
- نزاع إقليمي